# Wuestneiopsis
Wuestneiopsis es un género de hongos en la familia Melanconidaceae.